# برویک (آیووا)
برویک (به انگلیسی: Berwick) یک منطقهٔ مسکونی در ایالات متحده آمریکا است که در شهرستان پولک، آیووا واقع شده‌است. برویک ۲۵۹٫۰۸ متر بالاتر از سطح دریا واقع شده‌است.